# Harburg
Harburg là một huyện (Landkreis) trong bang Niedersachsen, Đức. Huyện lấy tên thừ thị xã Harburg, đã từng là huyện lỵ của huyện nhưng nay thuộc Hamburg. Huyện này giáp với (từ phía đông theo chiều kim đồng hồ) các huyện Lüneburg, Soltau-Fallingbostel, Rotenburg và Stade, với thành phố Hamburg và bang Schleswig-Holstein (huyện Lauenburg).

## Các thành phố và đô thị
| Thành phố | Samtgemeinden | Samtgemeinden | Samtgemeinden |
| --- | --- | --- | --- |
| 1. Buchholz in der Nordheide 2. Winsen (Luhe) Đô thị tự do 1. Neu Wulmstorf 2. Rosengarten 3. Seevetal 4. Stelle | - 1. Elbmarsch 1. Drage 2. Marschacht1 3. Tespe - 2. Hanstedt 1. Asendorf 2. Brackel 3. Egestorf 4. Hanstedt1 5. Marxen 6. Undeloh | - 3. Hollenstedt 1. Appel 2. Drestedt 3. Halvesbostel 4. Hollenstedt1 5. Moisburg 6. Regesbostel 7. Wenzendorf - 4. Jesteburg 1. Bendestorf 2. Harmstorf 3. Jesteburg1 | - 5. Salzhausen 1. Eyendorf 2. Garlstorf 3. Garstedt 4. Gödenstorf 5. Salzhausen1 6. Toppenstedt 7. Vierhöfen 8. Wulfsen - 6. Tostedt 1. Dohren 2. Handeloh 3. Heidenau 4. Kakenstorf 5. Königsmoor 6. Otter 7. Tostedt1 8. Welle 9. Wistedt |
| | 1seat of the Samtgemeinde | | |